# Станіслав Соколовський
Станіслав Соколовський (? — після 1570) — державний та військовий діяч, урядник Речі Посполитої, війт Києва в 1568–1570 роках. Не слід плутати зі Станіславом Соколовським, священником, науковцем-теологом, проповідником ідей Ренесансу, що жив у цей час.

## Життєпис
Походив з польського шляхетського роду Соколовських. Його герб поки не встановлено (за різними версіями Помян, Сокола або Ґоздава). На думку низки дослідників, вже в 1552 році мав дім у Києві як офіцер замкової залоги. Відзначився в Лівонській війні. На дяку за це король Сигізмунд II 1568 року призначив Соколовського війтом Києва. Можливо також йому під час війни з Московським царством в Києві потрібен був досвідчений вояк.
На його прохання, що відповідало зацікавленості всіх міщан, київський каштелян Павло Сапєга 7 лютого 1568 року підписав розпорядження про передачу Труханового острова київському магістрату. Острів був відібраний у Пустинно-Микільського монастиря згідно з вироком великокнязівського суду та зобов'язанням мешканців острова сплачувати магістрату куничне мито. Король підтвердив повернення Труханового та сусіднього острова Муромця міщанам.
Намагався зберігати мирні стосунки з магістратом, спираючись на Стару раду, де місця радців посідали найзаможніші («патриціанські») роди. У 1569 році на тривалий час залишив Київ (причина невідома), призначивши субделегатом (виконувачем обов'язків війта) Устима Фіц-Кобизевича.
Остання згадка про Станіслава Соколовського сягає квітня 1570 року — у справі сеймового суду щодо пограбування козаками вірменських купців (підданих Османської імперії) з відома київського каштеляна Павла Сапіги. У травні того ж року Київ отримав право обирати війта з 4 кандидатур, після чого Станіслав Соколовський втратив посаду (його було звільнено королівським указом або за рішенням магістрату). Подальша доля невідома.

## Родина
- Ян Соколовський, єнеральний возний київський.